# La Petite Sainte Famille
La Sainte Famille, dit La Petite Sainte Famille  ou La Vierge à l'Enfant, sainte Élisabeth et saint Jean enfant dans un paysage est une peinture à l'huile sur bois (38 × 32 cm) de l'atelier de Raphaël, attribuée à Giulio Pippi, dit Giulio Romano, un disciple du maître, et conservée au musée du Louvre de Paris. 

## Histoire
Au XVIIe siècle l'historiographe André Félibien, rapporte que l'œuvre, ainsi que le volet orné d'une Cérès qui la protégeait, aurait été offerte en 1519, par Raphaël à Adrien Gouffier de Boissy, légat de Léon X en France comme récompense pour avoir servi ses intérêts auprès du roi de France. Elle est alors attribuée au maître.
Plus tard (1900) le tableau alors intégré dans les collections du Louvre,  est même attribué à Guido Reni, avant de l'être finalement à Giulio Romano.
Le tableau est exposé dans la Grande Galerie du musée du Louvre, qui lui attribue le titre La Sainte Famille, dit La Petite Sainte Famille.

## Thème
Conformément à l'iconographie chrétienne de la Sainte Famille, le tableau représente Marie et  l'enfant Jésus, accompagnés de sainte Élisabeth et son fils saint Jean-Baptiste.

## Description
Le tableau est une huile sur bois de noyer, haute de 38 cm et large de 32 centimètres.
Tous les personnages sont représentés de profil, hormis Marie de trois-quarts, mise en évidence par sa position et son attitude.
Marie est assise, habillée des couleurs traditionnelles bleu et rouge, son pied droit nu dépassant seul de sa robe et soutient l'Enfant Jésus, nu, début sur son berceau en bois ses pieds nus sur un drap blanc. 
À gauche du tableau, Élisabeth porte un turban et est agenouillée. Elle tient le petit saint Jean qui est lui-même agenouillé sur la cuisse droite de la sainte et s'appuie sur la cuisse droite de La Vierge. L'Enfant Jésus tient de ses petites mains le visage du petit saint Jean par-dessus les jambes de la Vierge qui semble absorbée par ses pensées.
Tous les personnages saints portent une auréole limitée à un cercle doré et fin.
Aux pieds de la Vierge en position centrale se trouve une touffe d'herbe. D'autres espèces se trouvent aux pieds d'Élisabeth.
La composition se termine, en fond par une masse sombre boisée au dos de Marie et Élisabeth, la droite et l'arrière-plan du tableau dévoilant un paysage collinaire avec une clairière et des montagnes bleutées se perdant dans un horizon situé aux trois-quarts du tableau avec un ciel clair devenant progressivement bleu.

## Analyse
Philippe de Champaigne, dans une conférence consacrée à ce tableau en 1669 devant l'Académie royale de peinture et de sculpture, souligne la qualité de la composition du tableau, la masse sombre des arbres mettant en valeur les figures au premier plan, ainsi que la grâce des figures. Il critique toutefois deux erreurs, qu'il attribue à des collaborateurs de Raphaël, notamment Giulio Romano : d'une part les arbres au second plan semblent éclairés différemment des personnages, d'autre part les pieds de l'enfant Jésus sont placés trop en avant par rapport à son corps. Il souligne enfin que l'épisode est apocryphe, puisque Joseph, Marie et l'enfant Jésus étaient en fuite en Égypte.

## Attribution
Les critiques d'art attribuent la peinture au disciple de Raphaël Giulio Romano, ainsi que le dessin préparatoire conservé à la Librairie Royale du palais de Windsor.